# マグダ・オリヴェロ
マグダ・オリヴェロ（Magda Olivero, 1910年3月25日 - 2014年9月8日）は、イタリアの歌手（ソプラノ）。
イタリアを代表するソプラノの一人で、ヴェリズモ・オペラをレパートリーの中心に据えたほか現代作品も手掛けて活躍した。特にフランチェスコ・チレアのオペラ『アドリアーナ・ルクヴルール』のアドリアーナは、チレア本人が「本物のアドリアーナ」とお墨付きを与えるほどの定評あるレパートリーであった。レパートリーの役柄はアドリアーナをはじめとして87にもおよぶ。

## 来歴
マグダ・オリヴェロ、本名マリア・マッダレーナ・オリヴェロ (Maria Maddalena Olivero) は1910年3月25日、ピエモンテのコムーネの一つ、サルッツォに生まれる。生年に関しては、1912年、1913年および1914年とする資料もある。4人兄弟の末っ子であり、母親の影響で音楽に興味を持つようになった。また、父親が裁判官だった関係で高等教育を受けることができた。ところが、当初はサンタ・チェチーリア音楽院で学んだものの教師との相性が良くなく声帯に無理が生じ始めたため父親と相談した結果、学校を変えることとなった。トリノに出てルイジ・リッチやルイジ・ゲルッシのもとで歌唱の勉強を行い、1932年にトリノで放送デビューする。翌1933年にはテアトロ・ヴィットリオ・エマヌエーレでプッチーニ『ジャンニ・スキッキ』のラウレッタで舞台デビューを果たし、間もなくスカラ座にもヴェルディ『ナブッコ』のアンナでデビュー。以降、1941年にいたるまでの間にナポリのサン・カルロ劇場、トリエステのテアトロ・ヴェルディなどイタリアの主要な歌劇場を席巻した。その間、アドリアーナ、ヴェルディ『椿姫』のヴィオレッタ、プッチーニ『トゥーランドット』のリュー、『修道女アンジェリカ』のアンジェリカおよび『西部の娘』のミニーなどを主要なレパートリーとした。その他、モンテヴェルディの『タンクレディとクロリンダの戦い』などの珍しい作品も歌った。アドリアーナをチレア立会いのもとで初めて歌った際、『アドリアーナ・ルクヴルール』は上演が稀な作品となっていた。チレアはマグダにアドリアーナという役柄のすべてを教え込み、その甲斐あってマグダはアドリアーナを手の内に入れることができた。しかし、1941年に実業家アルド・ブッシュと結婚したため、1942年の公演を最後にいったん引退する。引退直前、マグダはテノールのティート・スキーパと共演したが、スキーパは引退を惜しんで本気でマグダを抱擁した。結婚生活そのものは二度の流産を経験して幸福なものとは言えなかったが、3年間歌わなかったあと、チャリティー・コンサートに出演するようになった。
第二次世界大戦後の1951年、マグダは現役に本格的復帰する。かねてから理想的な「アドリアーナ歌い」が求められていたためで、しかも、求めていたのはチレア本人であった。チレアは当時病に臥せっており、願わくば生きているうちにマグダのアドリアーナをもう一度聞いてみたいと願っていた。マグダは悩んだ末に、チレアの要請に応えて『アドリアーナ・ルクヴルール』を皮切りに再び舞台生活に戻ることとなったが、肝心のチレアは公演を待たずに1950年11月20日に亡くなり、復帰公演はチレアの追悼公演の一つとなった。現役復帰後は1953年にアドリアーナでエディンバラ音楽祭の舞台に立ち、1967年にはケルビーニ『メデア』でダラス・オペラに出演し、アメリカ・デビューを飾る。メトロポリタン歌劇場（メト）には1975年に初登場し、プッチーニ『トスカ』の表題役を歌ったが、マグダはこの時65歳であった。1981年3月、マグダはプーランクの『人間の声』を最後にオペラの舞台から退き、2年後の1983年に夫のブッシュに先立たれたことを機に二度目の引退をした。もっとも、その後も散発的にコンサートに出演し、1993年には『アドリアーナ・ルクヴルール』の抜粋録音を含むアルバムをリリースした。2010年3月25日、マグダは100歳の誕生日を迎えてセンテナリアンの仲間入りをした。
評論家は常にマグダを賞賛し、ある者は「カラスよりも表現力があり音楽性がある」とべた褒めしていた一方で、別の者は「古臭く誇張がある」と批判していたが、その際に引き合いに出されたのは、フローレンス・フォスター・ジェンキンスであった。とはいえ、マグダはヴェリズモ・オペラの世界においては事実上最後の偉大な歌手として位置付けられている。1984年放送のラジオ番組『オペラ・ファンタスティック』における「20世紀の偉大なソプラノ」部門の投票ではカラス、ローザ・ポンセルに次ぐ第3位、「同時代で最も好きなソプラノ」部門ではモンセラート・カバリェに次ぐ第2位を獲得した。マグダはまた後輩の歌手とも親しく接し、一例としてマリオ・デル・モナコやレナータ・テバルディと親しかった。テバルディとは、一つのエピソードがある。1959年秋、サン・カルロ劇場で『アドリアーナ・ルクヴルール』がプレミエ上演された際、マグダは病み上がりにもかかわらず医者の許可を得て出演することとなった。ところが、こちらも病み上がりだったテバルディが「プレミエに出演したい」と願ったため、マグダはテバルディ側の判断にすべてを委ねることとした。最終的にはテバルディは医者の許可が下りず出演を断念し、マグダは大急ぎで上演の準備を整え、公演を無事済ませることができた。公演の翌日、マグダはテバルディから感謝の証として花束と手紙を受け取った。テバルディとの交遊から、テバルディの死後に設立された財団の名誉会員にテレサ・ベルガンサらとともに就いている。

## 主なディスコグラフィ
マグダの正規録音の点数は少ないが、これはレコーディング嫌いだったわけではなく、マグダ本人曰く、レコード会社と契約を結ぶことや他人に宣伝を頼むことが理解できなかったとしている。一方で、正規録音の少なさと反比例するようにライヴ録音を主体とする非正規録音の点数は多く、マグダには「海賊盤の女王」という異名が付けられている。マグダ本人はその称号に満足している。

### スタジオ録音
- ウンベルト・ジョルダーノ『フェドーラ（英語版）』（王女フェドーラ・ロマノフ）：デル・モナコ、ティート・ゴッビ：ランベルト・ガルデルリ指揮：1969年：Decca 475 762-2（CD）[16]
- リッカルド・ザンドナーイ『フランチェスカ・ダ・リミニ』抜粋（フランチェスカ）：ヴィルジニオ・カーボナリ、デル・モナコ、アンナマリア・ガスパリーニ：ニコラ・レッシーニョ指揮：1969年：Decca 475 762-2（CD）[17]
- チレア『アドリアーナ・ルクヴルール』抜粋（アドリアーナ・ルクヴルール）：アルベルト・クピド、マルタ・モレット、ロザリオ・モッリ：カルメリア・ガンドルフォ（ピアノ）：1993年：Bongiovanni GB 2512-2（CD）[18]

### ライヴ録音
- プッチーニ『トゥーランドット』（リュー）：ジーナ・チーニャ、フランチェスコ・メルリ：フランコ・ギオーネ指揮：1938年EIARトリノ：Warner Fonit 50504671223-2-1（CD）[19]
- チレア『アドリアーナ・ルクヴルール』（アドリアーナ・ルクヴルール）：フランコ・コレッリ、アントニオ・カッシネッリ、ジュリエッタ・シミオナート、エットーレ・バスティアニーニ：マリオ・ロッシ指揮：1959年サン・カルロ劇場：Opera d'Oro Grand Tier 7037（CD）[20]
- ザンドナーイ『フランチェスカ・ダ・リミニ』（フランチェスカ）：ピヌッチア・ペトリ、エンリコ・カンピ、デル＝モナコ、ピエロ・デ・パルマ：ジャナンドレア・ガヴァッツェーニ指揮：1959年スカラ座：Myto 2 MCD 051 303（CD）[21]
- プッチーニ『西部の娘』（ミニー）：ガストーネ・リマリッリ、リーノ・プーグリシ、マリオ・カーリン：アルトゥーロ・バジーレ指揮：1965年トリエステ：Nuova Era 2324-2325（CD）[22]
- ジャン・フランチェスコ・マリピエロ『オルフェオ』（老母）：アルヴィーノ・ミスチャーノ、ジョルジオ・ジョルジェッティ、カーリン、レナート・カペッキ：ヘルマン・シェルヘン指揮：1966年6月7日フィレンツェ： TAHRA TAH 190/1（CD）[23][注釈 1]
- プッチーニ『トスカ』（トスカ）：ジェームズ・キング、イングヴァル・ヴィクセル、リチャード・ベスト：ジャン・バール指揮：1975年メト：Mitridate Ponto PO 1007（CD）[24]
- プッチーニ『トスカ』（トスカ）：ルチアーノ・パヴァロッティ、コネル・マックネイル、イタロ・ターヨ：ジェームズ・コンロン指揮：1979年メト：Mitridate Ponto PO 1007（CD）[25]